# Typer Shark!
Typer Shark! це гра для набору тексту для Windows, створена та розроблена компанією PopCap Games у 2003 році.
У грі представлений дайвер, який шукає уламки на дні моря, щоб знайти скарби. Коли він спускається на дно океану, з'являються хвилі акул і піраній. Потім гравець повинен набрати літеру на боці тварини, щоб усунути її.

## Ігровий процес
По ходу гри буде з'являтися більше типів істот. Буде більше видів акул і піраній, кожен складніший, ніж раніше. Бонусом з'являться медузи, але вони не завдають шкоди дайверу. Введення слів на вашій стороні принесе бонусні бали та додаткові поповнення. Риби-мутанти з'являються лише після завершення експедиції та в режимі Безодні після того, як гравець досягає глибини 2400 футів, але вони надзвичайно рідкісні. Риби-мутанти пересуваються дуже швидко і завжди з'являються поодинці, за винятком незмінного супроводу зграї піраній. Босів необхідно перемогти, щоб пройти рівень у деяких випадках: рівень 4; рівні 7, 8, 9; рівні 11, 12 і рівні 12 і 13 або кожні 1000 футів у режимі безодні. Гравець робить це, вводячи слова або літери на своїх торпедах або гарматних ядрах. Здатність Shark Zapper не можна використовувати для перемоги над босами. Наприкінці кожного рівня гравець повинен набрати якомога більше слів за обмежений час і знайти перлину. Потім гравець отримує тисячі бонусних очок, включаючи бали за точність протягом рівня.